# Antonio Lucifero
Antonio Lucifero (falecido em 1521) foi um prelado católico romano que serviu como bispo de Crotone (1508–1521).

## Biografia
No dia 15 de março de 1508, Antonio Lucifero foi nomeado Bispo de Crotone durante o papado de Júlio II, onde serviu como bispo até à sua morte em 1521.